# Jeph Loeb
Joseph Loeb III, detto Jeph (Stamford, 29 gennaio 1958), è un fumettista, produttore televisivo e sceneggiatore statunitense.
Stimato autore di fumetti, vincitore di 4 Eisner Award e 5 Wizard Fan Awards, ha partecipato in veste di sceneggiatore e produttore esecutivo a serie televisive come Smallville, Lost e Heroes e di film come Voglia di vincere e Commando.

## Biografia
Nato a Stamford nel Connecticut, si appassionò ai fumetti nell'estate del 1970. Nell'inverno dello stesso anno, convinse suo padre Tom a comprargli un'intera collezione di fumetti che comprendeva un gran numero di albi Marvel pubblicati tra il 1961 e il 1970. Il suo patrigno era vice-preside della Brandeis University di Waltham, dove Jeph conobbe uno dei suoi mentori nonché ispiratore del suo lavoro di sceneggiatore di fumetti, Elliot Maggin. Si laureò alla Columbia University, dove ha conseguito un Bachelor of Arts e un Master in cinematografia.
Il primo lavoro di Jeph Loeb nel mondo del cinema fu la sceneggiatura e la produzione del film Voglia di vincere del 1985 con Michael J. Fox, seguito dalla creazione del soggetto di Commando con Arnold Schwarzenegger. Iniziò a scrivere per la DC Comics negli anni novanta instaurando un lungo sodalizio con il disegnatore Tim Sale, con il quale darà vita a fumetti di grande successo come Batman: Il lungo Halloween, Superman: Stagioni, Catwoman: When in Rome, Superman/Batman e l'arco narrativo Hush di Batman disegnato da Jim Lee.
Nel 2005 ha firmato un contratto in esclusiva con la Marvel Comics, per la quale ha scritto diverse serie e miniserie fra cui Spider-Man: Blue, Devil: Giallo, Hulk: Grigio, Captain America: White (tutte in coppia con Tim Sale), Ultimates 3, Capitan America: Morte di un eroe, Ultimate Comics: X, un arco narrativo per la serie Wolverine intitolata "Evoluzione" in collaborazione con il disegnatore italiano Simone Bianchi e la nuova serie di Hulk disegnata da Ed McGuinness. Nell'ottobre 2019 Loeb lascia la Marvel Television.

## Opere

### Active Images
- Hip Flask (comics) 1/2

### Aspen MLT
- Soulfire #0–4

### Awesome
- Awesome Holiday Special #1
- Coven (Vol. 1) #1–5, (vol. 2) #1–3
- Coven: Black and White
- Coven: Dark Origins
- Coven/Fantom Special
- Coven/Kaboom Special
- Fighting American #1–2
- Fighting American: Rules of the Game #1–3
- Kaboom #1–3, (vol. 2) #1–3
- Kaboom Prelude
- Lionheart 1–2
- Re:Gex #0–1
- Supreme #50

### Dark Horse Comics
- 9-11 (Vol. 1)
- Buffy The Vampire Slayer: Season 8 #20
- Hellboy: Weird Tales #3

### DC Comics
- Action Comics Annual #5
- Superman #600
- Batman #608–619 ("Hush")
- Batman: Vittoria oscura #0–14
- Batman: Legends of the Dark Knight
- Batman: Il lungo Halloween #1–13
- Batman/The Spirit
- Catwoman: Vacanze Romane #1–6
- Challengers of the Unknown (vol. 2) #1–8
- DC Comics Presents: Flash #1
- The Dreaming #4
- Justice Society of America #2
- Justice League: Task Force #9
- Loose Cannon #1–4
- Orion #8
- Secret Files President Luthor #1
- Showcase #5
- Smallville #1
- Solo #1
- Supergirl #0–5
- Superman (vol. 2) vol 2 #151–183
- Superman/Batman #1–26
- Superman / Batman Secret Files 2003 #1
- Superman: Emperor Joker #1
- Superman: Stagioni #1–4
- Superman: Lex 2000 #1
- Superman: Our Worlds at War Secret Files #1
- Vertigo: Winter's Edge #3
- Who's Who in the DC Universe #1, 16
- The Witching Hour (Vertigo) #1–3
- World's Finest Comics #1

### Harris Comics
- Vampirella Monthly #18

### Image Comics
- The Darkness / Batman #1
- Savage Dragon #50

### Marvel Comics
- The Amazing Spider-Man #545, #600
- Askani'Son #1–4
- Astonishing X-Men #3
- Avengers (vol. 2) #2–7
- Avengers: X&-Sanction #1–3
- Avenging Spider-Man #1
- Cable #15, 17–39
- Cable/X-force Annual 1995
- Captain America vol. 2 #1–6, 12
- Captain America: White #0
- Daredevil: Yellow #1–6
- Fall of the Hulks: Gamma #1
- Fallen Son: The Death of Captain America #1–5
- Fantastic Four vol. 3 #40–50
- Fantastic Four Annual 2001
- Fantastic Four: World's Greatest Comic Magazine #4
- Generation X #1
- Heroes Reborn 1/2
- Hulk #1–25
- Hulk: Grigio #1–6
- The Incredible Hulk #600
- Iron Man vol. 2 #7–12
- King-Size Hulk #1
- Onslaught Reborn #1–5
- Point One #1
- Savage Hulk #1
- Spider-Man: Blue #1–6
- Stan Lee Meets Doctor Doom #1
- Ultimate Comics: New Ultimates #1–5
- Ultimate Captain America Annual #1
- Ultimate Hulk Annual #1
- Ultimate Power #7–9
- The Ultimates 3 #1–5
- Ultimate X #1–5
- Ultimatum #1–5
- Uncanny X-Men #329–330
- Uncanny X-Men Annual #18
- Wolverine #50–55, 900
- Wolverine '96 #1
- Wolverine/Gambit: Vittime #1–4
- X-Force #44–61
- X-Man #1–9
- X-Men: Road to Onslaught #1